# Gerano
Gerano település Olaszországban, Lazio régióban, Róma megyében. Lakosainak száma 1152 fő (2023. január 1.). Gerano Canterano, Cerreto Laziale, Rocca Canterano, Bellegra, Pisoniano és Rocca Santo Stefano községekkel határos.

## Népesség
A település lakossága az elmúlt években az alábbi módon változott:
| Lakosok száma | 1259 | 1250 | 1152 |
|               | 2017 | 2018 | 2023 |